# Камероцерас
Камероцерас (Cameroceras, з латинської — «камерний ріг») — рід гігантських ортоконових головоногих, що існували в ордовицькому періоді, приблизно 470—440 млн років тому. Скам'янілі мушлі камероцераса виявлені в Іспанії, Північній Америці і на півночі Південної Америки.

## Будова та спосіб життя
Черепашка камероцераса досягала довжини 9—10 м, тобто, разом з щупальцями цей молюск повинен був досягати довжини 11 метрів (зараз ці дані переглянуті в сторону зменшення). Цей молюск був однією з найбільших тварин, які жили в палеозої. Судячи з його величезних розмірів, він був хижаком найвищого рівня, який мешкав на помірно великій глибині (оскільки навряд чи міг маневрувати на мілководді) і, ймовірно, харчувався ракоскорпіонами, такими як мегалограпт (Megalograptus welchi), великими трилобітами і невеликими головоногими.
Камероцерас став найвідомішим ордовицьким хижаком після того, як вийшов серіал BBC «Прогулянки з морськими чудовиськами», де цей молюск харчується головним чином мегалограптами. Камероцерас показаний також в серіалі «Прогулянки з монстрами». Але в цьому фільмі події відбуваються 418 млн років тому, коли камероцераси вже не існували.

## Таксономія
«Камероцерас» став «сміттєвим таксоном». Камероцерасами називають будь-яких великих ортоконів — не лише рід Cameroceras, а й ендоцерас (Endoceras), вагіноцерас (Vaginoceras), меніскоцерас (Meniscoceras). Хоча Cameroceras trentonense був вперше описаний Конрадом в 1842 році, з того часу термін використовувався в різних значеннях. Cameroceras і Endoceras використовується навіть для опису різних стадій розвитку одного виду.